# Самньонсансон

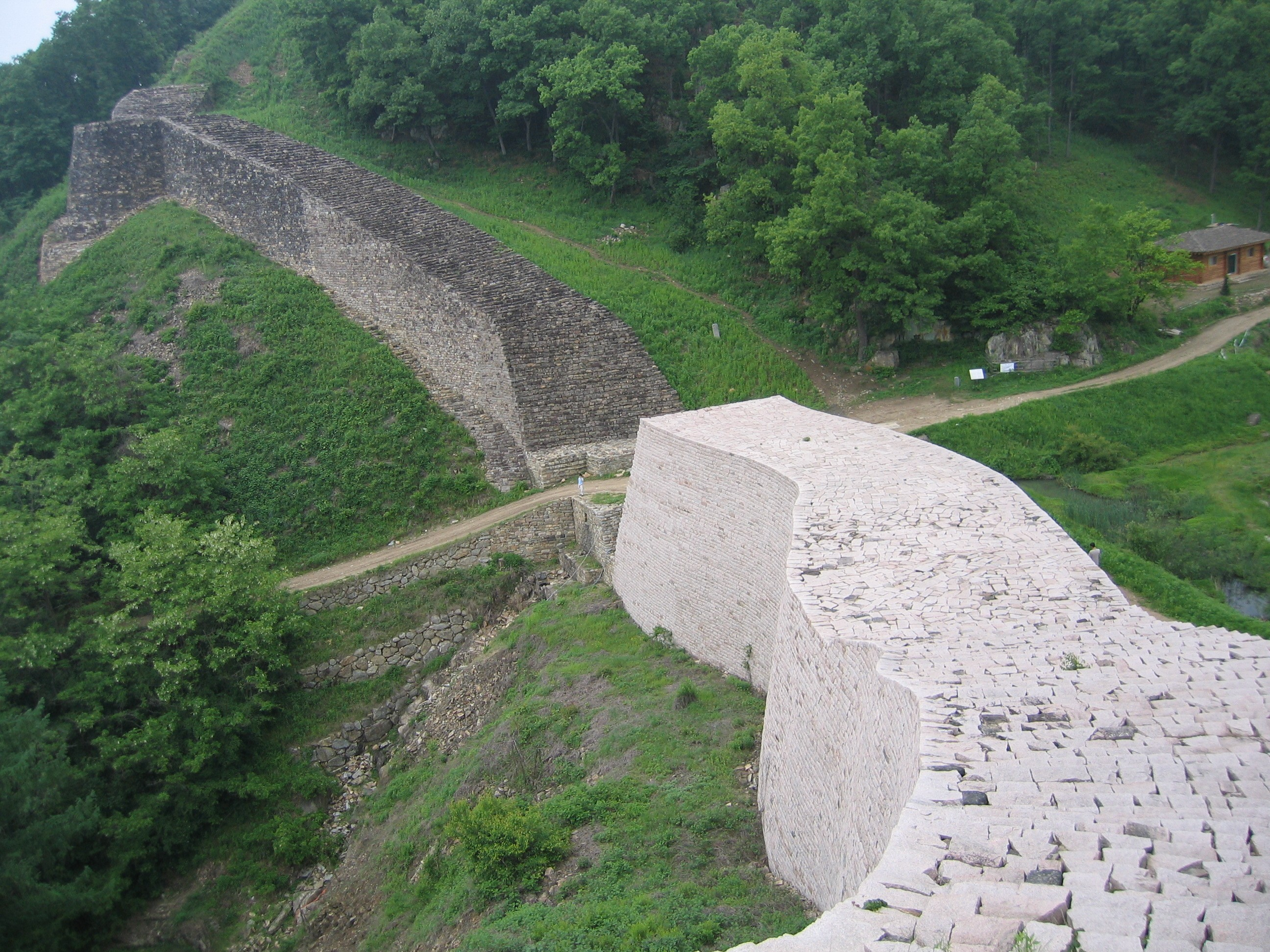
Зовнішній мур фортеці Самньонсансон, реконструйована на підставі вцілілого підмурів'я (2006).

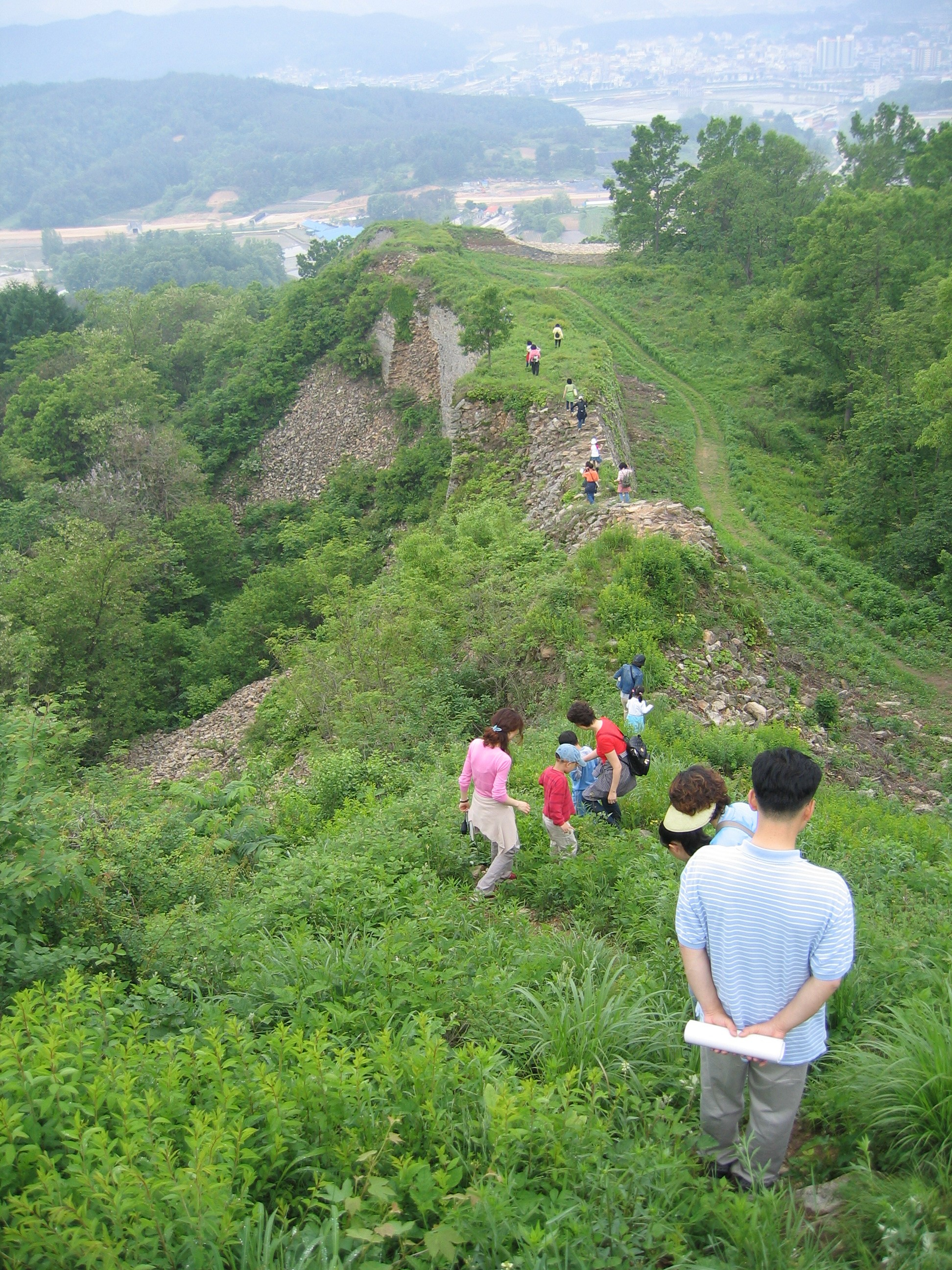
Група туристів гуляє вздовж муру фортеці (2006).

36°29′14″ пн. ш. 127°44′27″ сх. д. / 36.487222222222° пн. ш. 127.74083333333° сх. д.
Самньонсансон (кор. 삼년산성, трансліт. 三年山城, досл. «Трирічна гірська фортеця») — руїни фортеці і валу часів царства Сілла. Руїни розташовані на території сучасного округу Поїн в Південній Кореї.

## Історія
Спорудження фортеці почалося в 470 р. Фортеця була перебудована в 486 р. У період Трьох корейських царств місто Поїнип, розташоване за 2 км від фортеці, було відомо під назвою Самненгин або Самненсангин; вважається, що фортеця отримала свою назву від цього міста. З іншого боку, «Самгук саги» повідомляє, що фортеця була споруджена за три роки (кор.«сам ньон»), на честь чого і отримала свою назву, звідси слід вважати, що швидше  сусіднє місто було назване на честь фортеці, ніж навпаки.  «Аннали династії Чосон »вказують, що фортеця була відома під назвою Очон Сансон і використовувалася за часів династії Чосон, ймовірно, через своє зручне положення поблизу гори Очонсан.
В кінці 7 ст. царство Сілла використовувало фортецю як базу для атак на Пекче, розташоване на захід, а також готувало в ній походи на північ у Когурьо. Фортеця грала ключову роль в забезпеченні безпеки долини річки Хан, центральної частини Корейського півострова . Вважається, що в 918 р. фортецю не зміг узяти Ван Гон, перший король Когурьо
В ході проведених у 1983 р. розкопок були виявлені артефакти часів від Трьох царств до династії Чосон. Навколо фортеці виявлені тисячі поховань.  Ще однією особливістю фортеці є наявність гравірованих каліграфічних написів на валуні біля входу, які, за переказами, вигравіював Кім Сен.

## Характеристика
Периметр муру фортеці, згідно з різними джерелами, становить від 1680 до 1880 метрів завдовжки. Мур викладено чергуючимися горизонтальними і вертикальними шарами тонких плоских каменів, завдяки чому мур вельми міцний.
Мури фортеці, споруджені на вертикальних скелястих кручах, в поєднанні з ними утворюють непрохідну перешкоду висотою від 13 до 20 метрів. Ширина мурів варіюється від 5 до 8 метрів. Уздовж кам'яних мурів споруджувалися земляні вали.
До складу комплексу фортеці входять 4 брам, 7 спостережних бастіонів, 2 пропускних пункти та 5 колодязів. Четверо брам, розташованих на приблизно рівній відстані один від одного, мають довжину близько 4,5 м. Спостережні бастіони (Онсон) були розміщені в найуразливіших для атак місцях, їх висота становила 8,3 метра, а периметр - 25 метрів.Всередині фортеці раніше знаходився великий ставок - він використовувався як джерело води. Наразі збереглася лише западина від ставка.
Фортеця являє історичний інтерес як зразок будівельних технологій Сілла кінця 5 ст. Це типовий зразок корейської гірської фортеці стилю теймиї (фортеця, мури якої побудовані навколо піку гори).
Фортеця висунута урядом Південної Кореї в список кандидатів на включення до об'єктів Всесвітньої спадщини ЮНЕСКО. Хоча досі збереглися фрагменти старого муру фортеці, наразі проводиться її масштабна реконструкція. Фортеця також є Історичним пам'ятником Південної Кореї № 235.

## Ресурси Інтернету
- [Архівовано 12 січня 2005 у Wayback Machine.]
- Cultural Heritage: Samnyeon Sanseong
- Oriental Architecture: Samnyeon Sanseong Fortress [Архівовано 30 березня 2012 у Wayback Machine.]
- World Heritage in Korea [Архівовано 30 вересня 2007 у Wayback Machine.] (pdf)